# 峰村寿彦
峰村 寿彦（みねむら としひこ、1970年1月21日 - ）は、東京都出身の俳優/声優。身長は167cm、体重は57kg、バスト90cm、ウェスト73cm、ヒップ89cm、靴のサイズは24.5cm、血液型はB型である。特技は空手/サッカー/マラソン、劇団櫂所属。元東映演技研究所。平成十八年度渋谷区民春季空手道大会出場メンバー。

## 出演歴

### テレビ

#### NHK
- 土曜ドラマ（NHK）
  - 遠い国からの殺人者（1995年）

#### 日本テレビ
- 知ってるつもり?!

#### テレビ朝日
- 仮面ライダーシリーズ 仮面ライダーアギト第47話
- スーパー戦隊シリーズ 爆竜戦隊アバレンジャー第7話

### CM
- トヨタ
- 富士フイルム
- サントリー ボス
- ミズノ テックファイヤー
- 東京海上火災

### 舞台
- 見果てぬ夢
- 箱の中身
- ある晴れた日に
- 海と日傘
- あなぐら
- 俺が、一郎だ
- 親しげな異邦人
- 誘拐
- 赤いオルフェ
- となりはなにを
- 八人の腕時計
- 遠い空
- 年中無休
- 櫂〜二十五年目の波の音に〜
- 四月になれば彼女は
- ソープオペラ
- 煙が目にしみる

### VP
- 国立国語研究所
- 安全衛生映像研究所
- リクルートエイブリック

### 声優
- 金剛さま